# Tournoi de tennis du Kansas
Le tournoi du Kansas (États-Unis) est un tournoi de tennis féminin du circuit professionnel WTA et masculin du circuit professionnel ATP.
L'épreuve féminine a été organisée de 1978 à 1990, à Kansas City jusqu'en 1983 puis à Wichita après deux années d'interruption.
Avec trois succès, Martina Navrátilová détient le record de titres en simple.
L'épreuve masculine a été organisée en 1972 à Kansas City.

## Palmarès dames

### Simple
| No | Date       | Nom et lieu du tournoi                     | Catégorie      | Dotation       | Surface         | Vainqueure          | Finaliste           | Score          |                |
| -- | ---------- | ------------------------------------------ | -------------- | -------------- | --------------- | ------------------- | ------------------- | -------------- | -------------- |
| 1  | 27-02-1978 | Virginia Slims of Kansas City, Kansas City |                | 115000 $       | Dur (int.)      | Martina Navrátilová | Billie Jean King    | 7-5, 2-6, 6-3  | Tableau        |
|    | 1979       | Pas de tournoi                             | Pas de tournoi | Pas de tournoi | Pas de tournoi  | Pas de tournoi      | Pas de tournoi      | Pas de tournoi | Pas de tournoi |
| 2  | 14-01-1980 | Avon Championships of Kansas, Kansas City  |                | 125 000 $      | Moquette (int.) | Martina Navrátilová | Greer Stevens       | 6-0, 6-2       | Tableau        |
| 3  | 12-01-1981 | Avon Championships of Kansas, Kansas City  |                | 150 000 $      | Moquette (int.) | Andrea Jaeger       | Martina Navrátilová | 3-6, 6-3, 7-5  | Tableau        |
| 4  | 08-02-1982 | Avon Championships of Kansas, Kansas City  | Champ’s        | 100 000 $      | Moquette (int.) | Martina Navrátilová | Barbara Potter      | 6-2, 6-2       | Tableau        |
| 5  | 19-09-1983 | Ginny of Kansas City, Kansas City          |                | 50 000 $       | Dur (ext.)      | Elizabeth Sayers    | Anne Minter         | 6-3, 6-1       | Tableau        |
|    | 1984-1985  | Pas de tournoi                             | Pas de tournoi | Pas de tournoi | Pas de tournoi  | Pas de tournoi      | Pas de tournoi      | Pas de tournoi | Pas de tournoi |
| 6  | 20-01-1986 | Virginia Slims of Kansas, Wichita          |                | 75 000 $       | Moquette (int.) | Wendy White         | Betsy Nagelsen      | 6-1, 6-7, 6-2  | Tableau        |
| 7  | 02-02-1987 | Virginia Slims of Kansas, Wichita          |                | 75 000 $       | Moquette (int.) | Barbara Potter      | Larisa Savchenko    | 7-6, 7-6       | Tableau        |
| 8  | 29-02-1988 | Virginia Slims of Kansas, Wichita          | Tier V         | 100 000 $      | Dur (int.)      | Manuela Maleeva     | Sylvia Hanika       | 7-6, 7-5       | Tableau        |
| 9  | 20-02-1989 | Virginia Slims of Kansas, Wichita          | Tier V         | 100 000 $      | Dur (int.)      | Amy Frazier         | Barbara Potter      | 4-6, 6-4, 6-0  | Tableau        |
| 10 | 05-02-1990 | Breyers Tennis Classic, Wichita            | Tier IV        | 150 000 $      | Moquette (int.) | Dinky Van Rensburg  | Nathalie Tauziat    | 2-6, 7-5, 6-2  | Tableau        |

### Double
| No | Date       | Nom et lieu du tournoi                         | Catégorie      | Dotation       | Surface         | Vainqueures                          | Finalistes                   | Score          |                |
| -- | ---------- | ---------------------------------------------- | -------------- | -------------- | --------------- | ------------------------------------ | ---------------------------- | -------------- | -------------- |
| 1  | 27-02-1978 | Bridgestone doubles of Kansas City Kansas City |                | 115000 $       | Dur (int.)      | Billie Jean King Martina Navrátilová | Kerry Reid Wendy Turnbull    | 6-4, 6-4       | Tableau        |
|    | 1979       | Pas de tournoi                                 | Pas de tournoi | Pas de tournoi | Pas de tournoi  | Pas de tournoi                       | Pas de tournoi               | Pas de tournoi | Pas de tournoi |
| 2  | 14-01-1980 | Avon Championships of Kansas Kansas City       |                | 125 000 $      | Moquette (int.) | Billie Jean King Martina Navrátilová | Laura duPont Pam Shriver     | 6-3, 6-1       | Tableau        |
| 3  | 12-01-1981 | Avon Championships of Kansas Kansas City       |                | 150 000 $      | Moquette (int.) | Barbara Potter Sharon Walsh          | Rosie Casals Wendy Turnbull  | 6-2, 7-6       | Tableau        |
| 4  | 08-02-1982 | Avon Championships of Kansas Kansas City       | Champ’s        | 100 000 $      | Moquette (int.) | Barbara Potter Sharon Walsh          | Mary Lou Piatek Anne Smith   | 4-6, 6-2, 6-2  | Tableau        |
| 5  | 19-09-1983 | Ginny of Kansas City Kansas City               |                | 50 000 $       | Dur (ext.)      | Sandy Collins Elizabeth Sayers       | Chris O'Neil Brenda Remilton | 7-5, 7-6       | Tableau        |
|    | 1984-1985  | Pas de tournoi                                 | Pas de tournoi | Pas de tournoi | Pas de tournoi  | Pas de tournoi                       | Pas de tournoi               | Pas de tournoi | Pas de tournoi |
| 6  | 20-01-1986 | Virginia Slims of Kansas Wichita               |                | 75 000 $       | Moquette (int.) | Kathy Jordan Candy Reynolds          | Joanne Russell Anne Smith    | 6-3, 6-7, 6-3  | Tableau        |
| 7  | 02-02-1987 | Virginia Slims of Kansas Wichita               |                | 75 000 $       | Moquette (int.) | Svetlana Cherneva Larisa Savchenko   | Barbara Potter Wendy White   | 6-2, 6-4       | Tableau        |
| 8  | 29-02-1988 | Virginia Slims of Kansas Wichita               | Tier V         | 100 000 $      | Dur (int.)      | Natalia Bykova Svetlana Cherneva     | Jana Novotná Catherine Suire | 6-3, 6-4       | Tableau        |
| 9  | 20-02-1989 | Virginia Slims of Kansas Wichita               | Tier V         | 100 000 $      | Dur (int.)      | Manon Bollegraf Lise Gregory         | Sandy Collins Leila Meskhi   | 6-2, 7-6       | Tableau        |
| 10 | 05-02-1990 | Breyers Tennis Classic Wichita                 | Tier IV        | 150 000 $      | Moquette (int.) | Manon Bollegraf Meredith McGrath     | Mary Lou Piatek Wendy White  | 6-0, 6-2       | Tableau        |

## Palmarès messieurs

### Simple
| No | Date       | Nom et lieu du tournoi                                                     | Catégorie | Dotation | Surface | Vainqueur    | Finaliste       | Score    |  |
| -- | ---------- | -------------------------------------------------------------------------- | --------- | -------- | ------- | ------------ | --------------- | -------- |  |
| 1  | 07-02-1972 | Greater Kansas City International Indoor Tennis Championships, Kansas City |           | 15 000 $ | NC      | Tom Edlefsen | Erik van Dillen | 6-3, 6-3 |  |

### Double
| No | Date       | Nom et lieu du tournoi                                                     | Catégorie | Dotation | Surface | Vainqueurs              | Finalistes                   | Score         |  |
| -- | ---------- | -------------------------------------------------------------------------- | --------- | -------- | ------- | ----------------------- | ---------------------------- | ------------- |  |
| 1  | 07-02-1972 | Greater Kansas City International Indoor Tennis Championships, Kansas City |           | 15 000 $ | NC      | Ilie Năstase Ion Țiriac | Andrés Gimeno Manuel Orantes | 6-7, 6-4, 7-6 |  |